# Воинское кладбище № 89 (Горлице)
 Памятник культуры Малопольского воеводства: регистрационный номер А-467/M от 16 апреля 1994 года.
Воинское кладбище № 89 (пол. Cmentarz wojenny nr 89) — воинское кладбище, расположенное в городе Горлице, Малопольское воеводство, Польша. Кладбище входит в группу Западногалицийских воинских захоронений времён Первой мировой войны. На кладбище похоронены военнослужащие Германской армии, погибшие 2 мая 1915 года во время Первой мировой войны. Памятник культуры Малопольского воеводства.

## История
Кладбище было основано Департаментом воинских захоронений К. и К. военной комендатуры в Кракове в 1915 году. Автором кладбища является австрийский архитектор Ганс Майр. На кладбище находились 2 братские могилы, в которых были похоронены 61 германских солдат.
В 60-х годах XX столетия кладбище было ликвидировано при строительстве многоэтажных жилых домов на улице Коперника, а останки захороненных были перенесены на кладбище № 91. На месте кладбища сегодня установлен мемориальный знак. 16 апреля 1994 года некрополь был внесён в реестр памятников культуры Малопольского воеводства.

## Источник
- Oktawian Duda: Cmentarze I wojny światowej w Galicji Zachodniej. Warszawa: Ośrodek Ochrony Zabytkowego Krajobrazu, 1995. ISBN 83-85548-33-5.
- Roman Frodyma Galicyjskie Cmentarze wojenne t. II Okolice Tarnowa (Okręgi V—VII), Oficyna Wydawnicza «Rewasz», Pruszków 1998, ISBN 83-85557-38-5